# Erik Lundberg (nationalekonom)
Erik Filip Lundberg, född 13 augusti 1907 i Matteus församling, Stockholm, död 14 september 1987 i Saltsjöbadens församling, Nacka, var en svensk nationalekonom som ingick i Stockholmsskolan och har blivit känd för sin konjunkturteori.

## Biografi
Erik Lundberg var son till matematikern Filip Lundberg (1876-1965) och Astrid Stedt. Åren 1931-33 studerade han i USA som Rockefellerstipendiat, efter att ha blivit filosofie licentiat vid Stockholms högskola, och när han återkom till Sverige fick han tjänst vid Riksbankens ekonomiska sekretariat. År 1934 var han planhushållningsnämndens ekonomiska rådgivare på Island. Lundberg doktorerade 1937 med Studies in the theory of economic expansion, och fick samma år anställning vid Konjunkturinstitutet, där han 1944 blev chef. Han var en av finansminister Ernst Wigforss närmaste rådgivare vid den där tiden och tillsammans med denne Gunnar Myrdals främste politiska motspelare. I samband med valutakrisen 1947 hävdade han att ”Myrdals lösmynthet gjorde landet myntlöst”. Nästan samtidigt utnämndes han till den förste professorn i nationalekonomi vid Stockholms högskola, ett ämbete han innehade 1946-1965. Han var under 30- och 40-talet även sakkunnig i olika statliga utredningar.
Åren 1933-1935 utgav Lundberg, Ingvar Svennilson och Gösta Bagge Wages in Sweden 1860-1930 I-II för socialvetenskapliga institutionen. I sin doktorsavhandling vidareutvecklar Lundberg den konjunkturteori som Keynes framlagt i Treatise of Money, och försöker, främst genom Knut Wicksells arbeten, förena den med en dynamisk aspekt, och lanserar en konjunkturcykel samt en icke-jämviktsteori. I andra verk utreder han investeringars dubbla roller, i efterfråga och utbud, och menade att detta kunde leda till en obalans i tillväxten. De tidiga arbetena studerar hur konjunkturen påverkas av export och import. I Produktivitet och räntabilitet (1961) myntar han uttrycket Horndalseffekten för att beskriva en ökad produktivitet utan investeringar. Under 1980-talet var hans forskning inriktad på ekonomiska kriser och 1900-talets stora nationalekonomers inflytande på politiken.
Åren 1939-1956 var han och Ingvar Svennilson redaktörer för Ekonomisk tidskrift.
Lundberg invaldes 1950 som ledamot av Vetenskapsakademien och 1953 som ledamot av Ingenjörsvetenskapsakademien och Lantbruksakademien.
Han var ledamot i Kommittén för Sveriges Riksbanks pris i ekonomisk vetenskap till Alfred Nobels minne 1969–1979 och dess ordförande 1975–1979. Han adjungerad ledamot 1985–1987.